# Passo de Caranguejo
Im Krebsgang é um romance publicado em 2002 do escritor alemão (nascido em Danzigue) Günter Grass (que recebeu o Prêmio Nobel de Literatura de 1999).
É baseado na história de um desastre marítimo da Segunda Guerra Mundial, o naufrágio do navio de cruzeiro nazista transformado em transportador de refugiados Navio KdF Wilhelm Gustloff, e suas conseqüências em três gerações de uma família alemã. No livro, narrado por Paul Pokriefke, um jornalista falido nascido na época do incidente, uma família alemã se esforça para lidar com as implicações do desastre.
O título, Passo de Caranguejo, definido por Grass como "saltar para trás para ir para frente", refere-se à necessidade de se fazer referência necessária a vários eventos, alguns ocorrendo simultaneamente, os mesmos eventos que levariam ao eventual desastre. "Passo de caranguejo" pode também implicar um olhar mais abstrato, para trás na história, com o objetivo de permitir às pessoas se moverem adiante.
Aproximadamente nove mil pessoas morreram no ataque ao Wilhelm Gustloff, fazendo com que este tenha sido o maior desastre marítimo de todos os tempos. O navio foi atingido por três torpedos lançados por um submarino russo, no Mar Báltico, no final de janeiro de 1945. O narrador inicia a narrativa com a história de Wilhelm Gustloff, o líder alemão do partido NSDAP (nazista) suíço, cujo nome seria posteriormente dado ao navio, e seu assassino, David Frankfurter, um estudante de medicina judeu.